# Martin Peltier de Belfort
Martin Peltier de Belfort (* vor 1738; † 1769), ein wallonischer Niederländer, Ingenieur und Architekt, geboren in den Wallonischen Provinzen der Niederlande (heutiges Belgien), war von 1744 bis zu seinem Tode herzoglicher Landbaumeister im Fürstentum Braunschweig-Wolfenbüttel.

## Leben

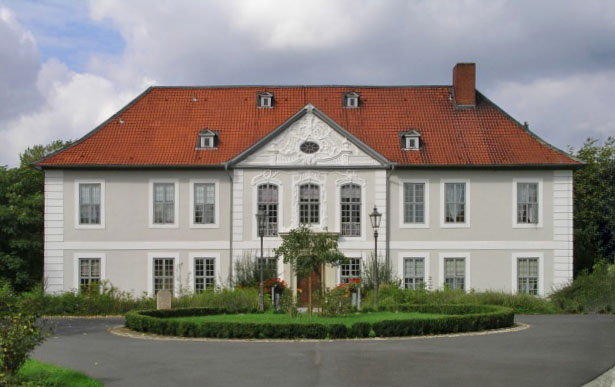
Schloss Schliestedt im Rokokostil

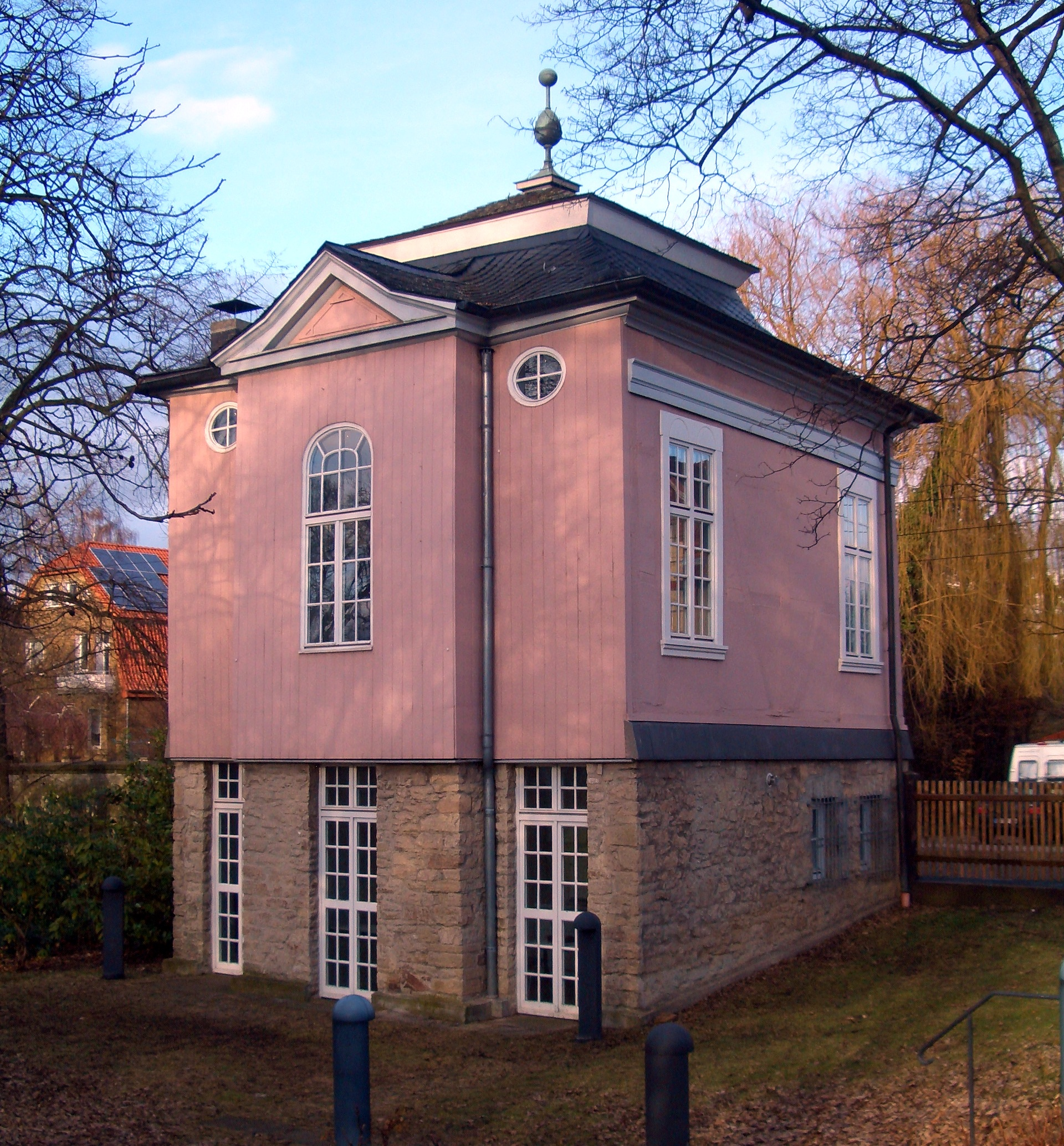
Rokokopavillon Stöckheim

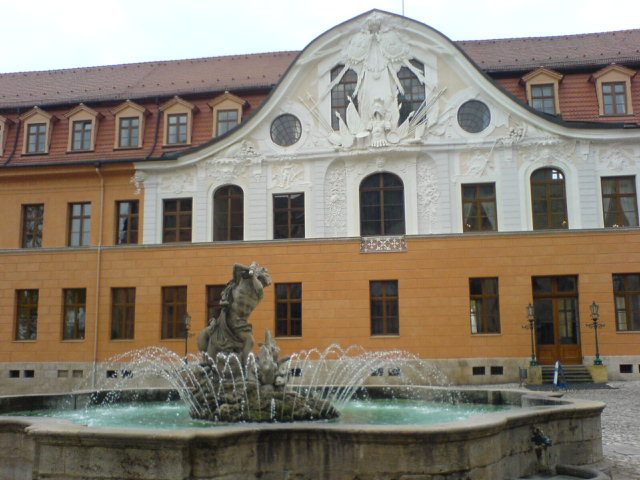
Peltiers Schweifbogen am Sondershäuser Schloss

Vor seinem Wechsel nach Braunschweig war Peltier 1738 in Bremen vom Senat beauftragt worden, mit windangetriebenen Baggern und Baggerrädern von zunächst 12 Meter und dann nach vier Jahren noch größerem Durchmesser die immer wieder versandende Fahrrinne der Weser bis zur Tiefe von 3,5 Meter durchgängig auszubaggern, um so den für Bremen lebenswichtigen Seezugang zu sichern. Die Versuche blieben erfolglos; eine Lösung wurde erst in der zweiten Hälfte des 19. Jahrhunderts mit der Weserkorrektion gefunden.
Zu den ersten Projekten, die Peltier in Braunschweig übertragen bekam, gehörte von 1746 bis 1749 die Schiffbarmachung der Schunter für Flösserei und Lastentransport. 1752 bis 1754 realisierte er den äußeren Nordflügel des Braunschweiger Schlosses nach den Plänen seines Vorgängers. Als charakteristisch für seinen durch das Spiel mit Asymmetrien geprägten Baustil gilt der Stöckheimer Rokoko-Pavillon, den er für den Bankier Friedrich Wilhelm Metzner in einem Barockpark errichtete.
Auf Anordnung von Karl I. von Braunschweig-Wolfenbüttel (1713–1780) erteilte Peltier Karl II. Wilhelm Ferdinand (1735–1806) Architekturunterricht.
In den 1760er Jahren war Peltier ebenso „Landesbaumeister“ im Fürstentum Anhalt-Bernburg.
Ende der 1760er Jahre war er auch im Fürstentum Schwarzburg-Sondershausen tätig. Der damalige Fürst Christian Günther hatte sowohl zu Braunschweig als auch zu Bernburg ein besonderes Verhältnis. Daher war ihm auch der Architekt Peltier bekannt. Dieser sollte nach Sondershausen kommen und zumindest die Stuckaturen am neu erbauten Westflügel (1764–1771) des Sondershäuser Schlosses ausführen. Diesen Anbau hatte zuvor der Architekt Johann Heinrich Breit entworfen und geleitet. In welchem Zusammenhang und Verhältnis beide Architekten standen, weiß man nicht genau. Vermutlich plante und führte Breit den Bau aus und Peltier entwarf die Schmuckelemente (vielleicht auch einen Teil des Flügels).

## Weitere Arbeiten
Von 1751 bis 1759 baute Peltier das Schloss Harbke, nachdem das im 16. Jahrhundert erbaute  Renaissance-Schloss durch einen Brand am 26. Oktober 1731 zerstört worden war. 1760 entstand Schloss Schliestedt, dem für die Region die stärkste Ausprägung als Rokoko-Bau zugeschrieben wird. In Ballenstedt, zu der Zeit die Residenz der Fürsten von Anhalt-Bernburg, baute Peltier 1756 das 1733 errichtete Zeughaus zu einem Gast- und Wohnhaus um, dem heutigen Schlosshotel Großer Gasthof. 1770 entstand im dortigen Schlosspark nach seinen Plänen noch das Rokoko-Jagdschloss Röhrkopf.

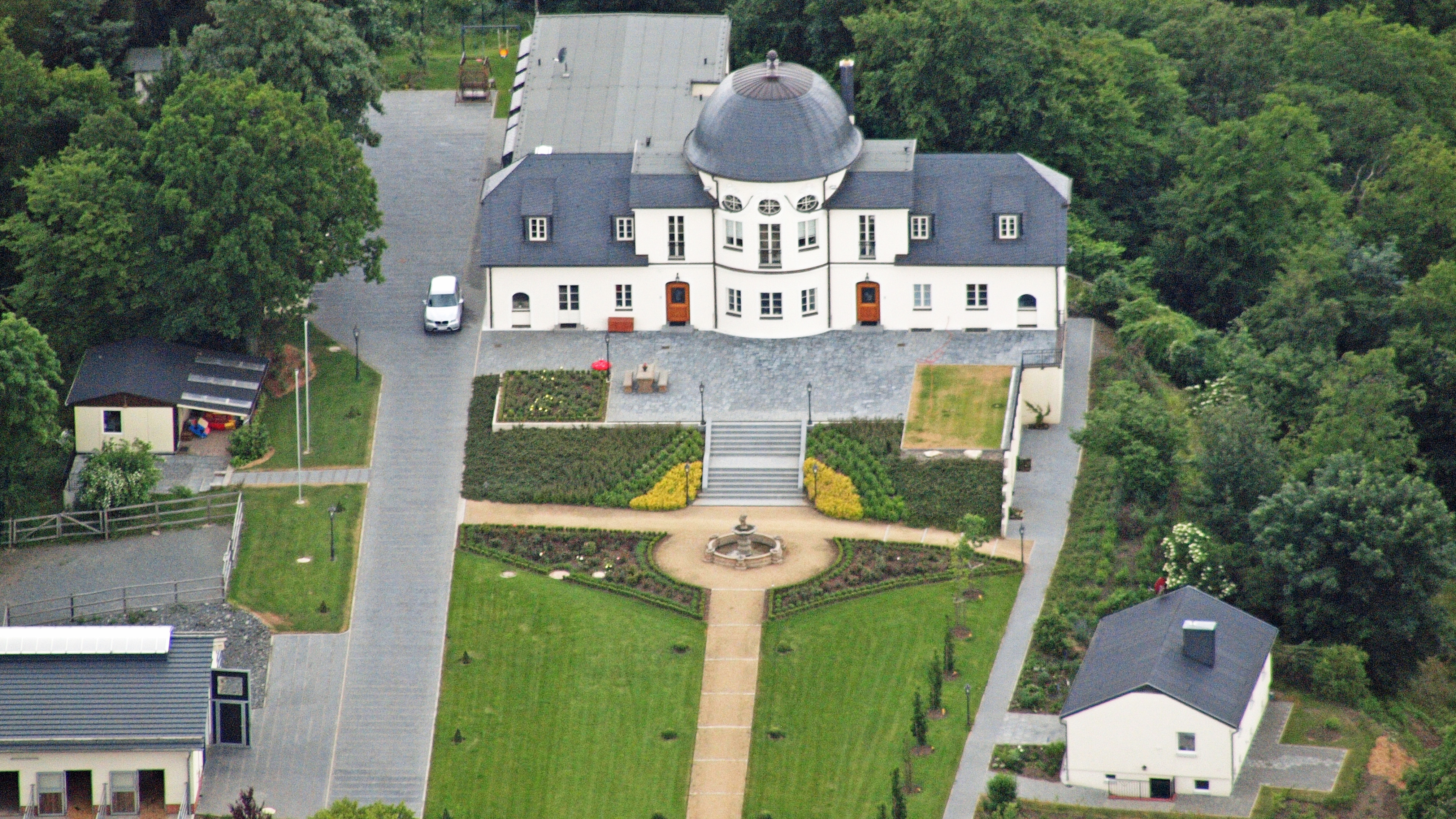
Ballenstedt, Jagdschloss Röhrkopf